# Cultura Regatului Unit

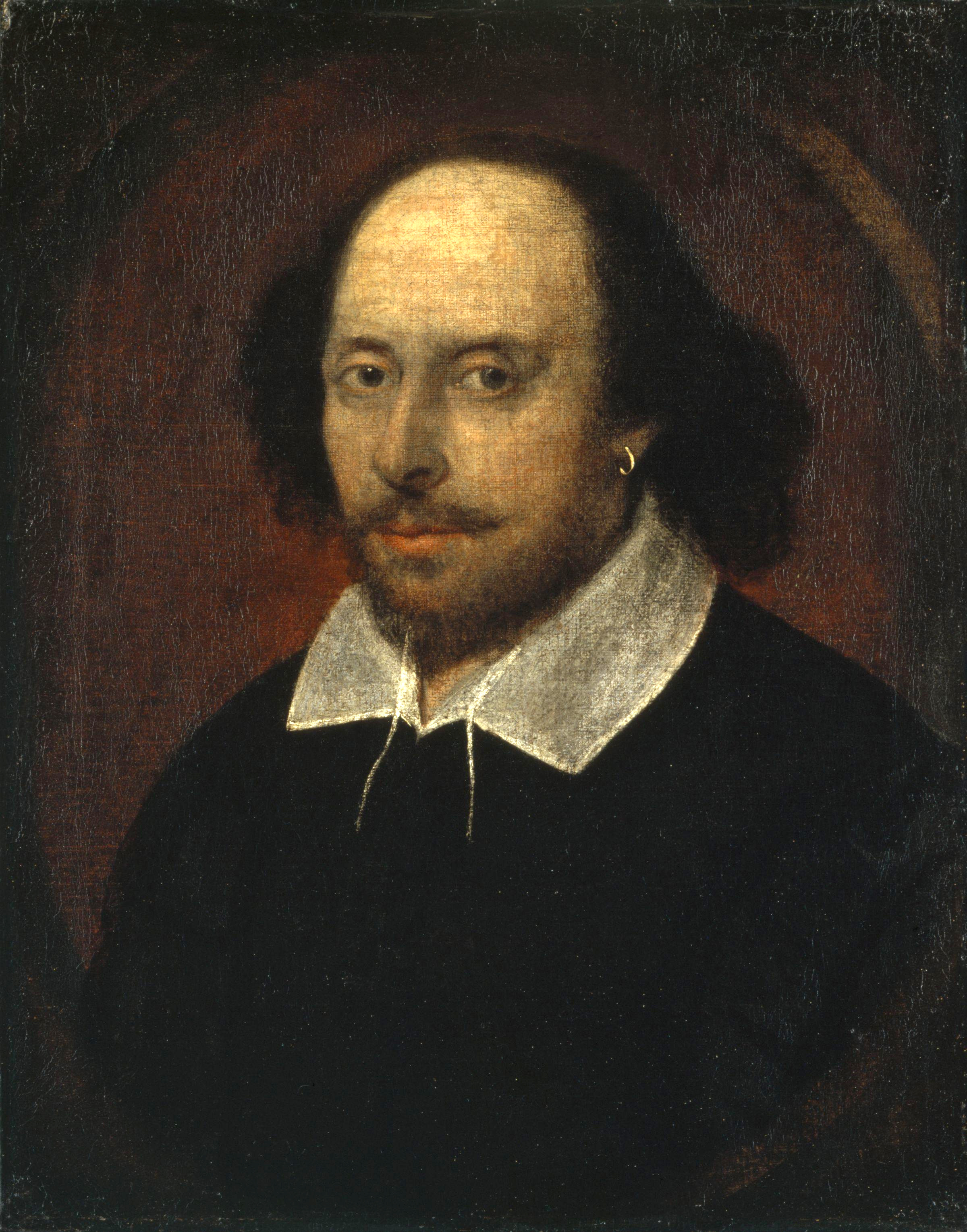
William Shakespeare

În Regatul Unit se află două dintre cele mai vechi și mai celebre universități ale lumii, Oxford și Cambridge. Regatul a dat lumii mulți savanți și ingineri străluciți, precum Sir Isaac Newton, Charles Darwin, Michael Faraday, Paul Dirac sau Isambard Kingdom Brunel; invenții precum motorul cu aburi, motorul cu ardere internă, locomotiva, costumul, vaccinul, vasele din cristal, televiziunea, radioul, telefonul, hovercraft-ul, își au originea în Regatul Unit.

## Literatură
Dramaturgul William Shakespeare este considerat cel mai cunoscut scriitor al lumii. Alți autori prestigioși au fost surorile Brontë (Charlotte, Emily și Anne), Jane Austen, J. K. Rowling, Agatha Christie, Roald Dahl, J. R. R. Tolkien și Charles Dickens. Poeți importanți sunt George Gordon Byron, Robert Burns, Lord Tennyson, Thomas Hardy, William Blake sau Dylan Thomas.

## Muzică
Din Regatul Unit au provenit compozitorii William Byrd, John Taverner, Thomas Tallis și Henry Purcell, din secolele XVI-XVII, iar mai recent, Sir Edward Elgar, Sir Arthur Sullivan, Ralph Vaughan Williams sau Benjamin Britten.
Alături de SUA, Regatul Unit a fost un contribuitor important la dezvoltarea rock and roll-ului. Dintre cele mai importante staruri pop și rock britanice amintim: The Beatles, Cliff Richard, Queen, The Rolling Stones, Led Zeppelin, Black Sabbath, Pink Floyd, Deep Purple. Regatul Unit s-a aflat în avangarda muzicii punk a anilor 1970, prin Sex Pistols sau The Clash, precum și a renașterii heavy metal-ului, prin Iron Maiden sau Motörhead. 
Regatul Unit a avut foarte mulți filozofi remarcabili precum: John Locke, George Berkeley, David Hume, Jeremy Bentham, John Stuart Mill, Duns Scotus, Sir Francis Bacon, Adam Smith, Thomas Hobbes, William de Ockham, Bertrand Russell și A.J. "Freddie" Ayer. În această țară s-au stabilit în timpul vieții Isaiah Berlin, Karl Marx, Karl Popper și Ludwig Wittgenstein.

## Sport
Un mare număr de sporturi își au originea în Regatul Unit: fotbal, golf, cricket, tenis, squash, box, rugbi și biliard. Turneul de la Wimbledon este unul din cele patru turnee de mare șlem în tenis. "Sportul național" al Regatului este fotbalul, însă Regatul nu participă în competițiile inter-țări cu o echipă națională unică; fiecare din țările componente are propria federație de fotbal și propria echipă națională.